# Cyllodes
Cyllodes är ett släkte av skalbaggar som beskrevs av Wilhelm Ferdinand Erichson 1843. Cyllodes ingår i familjen glansbaggar.
Släktet innehåller bara arten Cyllodes ater.

## Bildgalleri

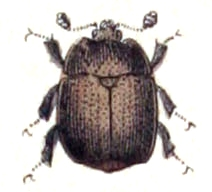